# Jan Marek Matuszkiewicz
Jan Marek Matuszkiewicz (ur. 12 grudnia 1946 we Wrocławiu) – polski botanik, biogeograf i fitosocjolog.

## Edukacja i działalność naukowa
W latach 1965–1971 studiował na Wydziale Biologii Uniwersytetu Warszawskiego. Od 1972 do 1976 był pracownikiem Instytutu Botaniki UW. Od 1976 zatrudniony w Instytucie Geografii i Przestrzennego Zagospodarowania PAN. Od 2007 pracuje także w Uniwersytecie Kazimierza Wielkiego w Bydgoszczy.
Doktorat obronił w 1977 na Uniwersytecie im Adama Mickiewicza w Poznaniu. Habilitowany w 1991 w Instytucie Geografii i Przestrzennego Zagospodarowania PAN. Od 1992 członek Rady Naukowej IGiPZ PAN, od 2002 członek Komitetu Ekologii PAN, od 2007 członek Komitetu Botaniki PAN. Od 2007 także członek Komitetu Narodowego ds. współpracy z międzynarodowym programem „Zmiany Globalne Geosfery i Biosfery” (IGBP Global Change) przy Prezydium PAN. Zatrudniony w IGiPZ PAN oraz jako profesor Uniwersytetu Kazimierza Wielkiego kieruje Zakładem Geografii Fizycznej i Ochrony Krajobrazu. Jest członkiem International Association of Vegetation Sciences oraz Polskiego Towarzystwa Botanicznego. Postanowieniem z dnia 26 lutego 2010 Prezydent Rzeczypospolitej Lech Kaczyński nadał J.M. Matuszkiewiczowi tytuł profesora.
W działalności naukowej koncentruje się na zagadnieniach typologii zbiorowisk leśnych i poznaniem ich charakterystyki siedliskowej i biogeograficznej, kartografią roślinności, typologią krajobrazu i regionalizacją geobotaniczną, dynamice, funkcjach i strukturze roślinności. Zajmuje się także zastosowaniem ekologii roślin i geobotaniki w leśnictwie, planowaniu przestrzennym i ochronie przyrody.
W 1990 został wyróżniony nagrodą Sekretarza Naukowego PAN. W 2013 otrzymał Medal im. Władysława Szafera.

## Wybrane publikacje[3][4]
- Geobotaniczne rozpoznanie tendencji rozwojowych zbiorowisk leśnych w wybranych regionach Polski. (red.) 2007. IGiPZ PAN Monografie 8, s. 978. ISBN 978-83-87954-78-0.
- Zespoły leśne Polski. 2006. Wyd. Nauk. PWN, Warszawa, s. 365. ISBN 83-01-14555-2.
- Krajobrazy roślinne i regiony geobotaniczne Polski. 1993. Prace Geogr. 158: 1–107.

## Działalność polityczna
Działacz samorządowy. Był radnym Milanówka w latach 1990–1998 z ramienia Unii Demokratycznej oraz Unii Wolności, w tym w latach 1994–1998 przewodniczącym rady. Reprezentując UW kandydował do Sejmu RP w wyborach w 1997 i 2001.

## Życie prywatne
Jest synem Władysława Matuszkiewicza i Anieli Matuszkiewicz de domo Sadłowskiej oraz prawnukiem Tadeusza Skałkowskiego. Żonaty, ojciec trójki dzieci.